# Psyllaephagus concisus
Psyllaephagus concisus är en stekelart som beskrevs av Edgar F. Riek 1962. Psyllaephagus concisus ingår i släktet Psyllaephagus och familjen sköldlussteklar. Inga underarter finns listade i Catalogue of Life.